# Сінчі Рока
Сінчі Рока (*Sinchi Ruq'a, д/н — бл. 1260) — 2-й Капак Інка, володар міста-держави Куско, близько у 1230–1260 роках. Намагався розширити успадковані володіння та остаточно впровадити культ Сонця в Куско.

## Життєпис
Походив з династії Нижнього Куско. Син Манко Капак, засновника міста-держави Куско. Перша частина ім'я — Сінчі — походить від титулу його батька, що значив військовика-вождя у племені тамбо. Виконавши церемонію похорону свого батька і прийнявши різнобарвну тасьму-л'яауту (заміняло корону), від самого початку новий Капак Інка вирішив підкорити всю долину Куско та навколишні міста-держави. Для обговорення планів походів Сінчі Рока скликав нараду наймогутніших курак (на кшталт касиків-князів), де заявив про намір слідувати завітам свого батька про навернення кечуа до пізнання і поклонінню Сонцю, для чого запропонував підкорити сусідні народи.
У своїх намірах розширити кордони держави Куско віддавав перевагу ідеологічній зброї перед військовим конфліктом. Ймовірно, це пов'язано з миролюбним характером цього володаря. Оголосивши свого батька сином бога Сонця, Сінчі Рока намагався за допомогою підтримки з боку сусідніх народів зробити релігійний вплив для подальшого підкорення цих земель.
Водночас як дипломатичний крок порушив звичай брати шлюб з рідною сестрою, оженившись на Мамі Корі, доньці Сутік Уамана, володаря міста-держави Саньо (теперішній Сан-Себастьян). Тесть надав Сінчі Рокі військову допомогу, також допомагав інкав в охороні їх кордонів. Після цього володар інків розпочав зміцнювати свою держави зсередини. Він займався осушення боліт в околицях Куско, зміцнив обидві річки в околицях Куско і побудував на місці, де нині височіє Саксайуаман, потужну фортецю. Водночас став фундатором великого торговельного центру — базара-кату. Саме за час володарювання Сінчі Рокі Куско остаточно оформився як місто-столиця інків.
За легендами, народи пучина та чанча були підкорені лише силою доброго слова, добровільно прийняли васальну залежність і панування Інки і поклоніння Сонцю. Міфи інків розповідають, що протягом свого володарювання Сінчі Рока без зброї розширив кордони до міста-держави Чункара. Достеменно відомо, що 2-й Капак Інка домігся від сусідів — племен саусірай, антасайя й алькауїса — визнання законними загарбань свого батька Манко Капака.
За різними хроніками, він правив 19 або 30 років. Помер близько 1260 року, передавши владу своєму сину від законної дружини-сестри Мама Коко — Льоке Юпанкі.

## Особисті якості
За розповідями інків, Сінчі Рока відзначався великою фізичною силою й діловитістю. Був надзвичайно швидким бігуном. Саме тому він обрав своєю «гербовою» твариною сокола, який для гірських індіанців був символом швидкості.